# 足洗邸の住人たち。
『足洗邸の住人たち。』（あしあらいやしきのじゅうにんたち）は、みなぎ得一による日本の漫画。『コミックガム』（ワニブックス）において、2001年から2012年まで連載された。
作者の過去作品と世界観を同じくするクロスオーバー作品で、最も長期に渡って連載されていた。過去作品における登場人物が多数登場し、また提示されていた謎や伏線、裏設定などが解明されている。

## あらすじ
20年以上前に、「災禍の召喚術師」が引き起こした「大召喚」により、世界の至る所に「魔界」や「異界」が出現。自然、秩序、常識――全てのバランスが崩れ、人類の3分の1以上が死滅。その後、それ以上の数の異形が地上に溢れた。そして現在、世界は秘密結社「中央（アー・グラ・ケイオス）」によって神・悪魔・妖怪・怪獣、そして人間が同時に存在する混淆世界として統治されていた。
世界に7つある「中央」の1つ、「秀真国（ホツマノクニ）」の絵描き・田村・福太郎は、卍巴（マンジトモエ）市不思議町にある「足洗邸（アシアライヤシキ）」に引っ越してきた。
だがそこは、猫又が管理人を務め、悪魔や妖怪が暮らす、バケモノだらけの建物だった――。

## 用語解説
中央
この世界における政府機関。同時に、同機関が支配する各都市国家を指す。
魔術結社「北方の混沌（アー・グラ・ケイオス）」を前身としており、現在は全世界を統括する。
十支王をトップに、実働部隊「七支柱」及び、世界に七箇所に分割して召喚された万魔殿主要部を本部とする「中央」都市を中心に市民を支配している。
『ルート3ひとなみにおごれやおなご』よると、「中央」都市は秀真（日本）以外にメキシコ・ブラジル・ネパール・ルーマニア・イスラエル・ナイジェリアにあるそうだが、秀真國以外の「中央」都市は未登場。
十支王(ベスト・テン)
大召喚(ビッグショッカー)を起こした中央のトップに座する者達。ベルゼブル以外の十支王はその正体を隠している。
七支柱
中央の実働部隊。
かつて地獄の七軍団として構成されていた悪魔たちであり、構成もそのままに十支王の手足として世界を監視している。ただし、一部の悪魔は七支柱を抜け、市民としての名を持ち、市井で生活している。
主な任務は怪異討伐・暴徒鎮圧などの戦闘行動であり、並みの市民では手も足も出ない。
社会保障ナンバー
中央の支配を受け入れた、あるいは取敢えず認めた者の証。
数字の「6」（漢数字、ローマ数字の場合もある）を3つ組み合わせた、いわゆる獣の数字を刺青として、身体の一部に刻むことで、「種族に関係なく」市民としての資格を表している。これを持たない者は、一般の施設や商店、サービスなどを受けることができず、一部の市民からは犯罪者・ケダモノ扱いされている。
中央の考えに賛同する者は額（「額持ち」）に、それ以外の市民は手の平（「手持ち」）に刻んでる。中央に属する高位の悪魔などは例外として、ナンバーを持っていない。
鎮伏屋（ハンター）
この世界における賞金稼ぎ。元々は大召喚後に人々に危害を加える存在を依頼を受けて倒すと言う者が現れ、それを法整備したことで誕生した職業。中央による登録を受ける必要がある。これは怪異を倒した際に支払われる褒賞金の受け渡しを円滑化する為の処置で、ハンターたちの身の安全や権利を保障する物ではない。
大召喚後は街と街の間は治安が悪化しており怪異に襲われることも多く、郊外では人家も激減している。その煽りを受けたのがトラックを始めとする長距離陸送業者であり、解決策としてドライバーに鎮伏屋を雇用し、輸送中に襲ってきた怪異を任意に撃退する「輸送鎮伏屋（ロードハンター）」も存在する。
登録された鎮伏屋には、固有のコードネーム「H.N.（ハンター・ネーム）」が、中央を管理する超大型ホストコンピューター「獣」によって割り振られる。なお、政府機関としての中央に所属するものもH.N.を持つ。
怪異（かいい）
中央によって怪異認定を受けた、人民や世界に危険を及ぼす存在。
元々は、大太とその僕使を指すが、それ以外の犯罪者や怪物・妖怪・悪魔なども怪異認定されることがある。
怪異認定されると、種類・危険度・出現順を表すコードナンバーを与えられて賞金が設定される。最上級の危険度を持つと見做される怪異を「鬼号怪異」と呼ぶが、鬼号は単に「“中央”への市民登録をしていない」という意味合いもあって、危険度に反して被害は少ない（もしくは限定的な）モノも多く、そういったモノは賞金額も低い。
軛（リミッター）
大召喚によって現世に召喚された悪魔にかけられた、「力に対する」能力の制限。異界の魔神が義体と呼ばれる「人間の肉体を得た」ことによって発生した。
公爵位の悪魔でも超能力者に毛が生えた程度の力しか発揮できず、基本的に軍団長ないし然るべき上位者の許可がなければ解けない。また、サタナキアの様に「めんどうくさいから」という理由で部下に「軛」を付けていない場合もある。
例外として、十支王は軛がかかっていない。
則（ルール）
大召喚によって現世に召喚された悪魔にかけられた、「行動に対する」能力の制限。異界の魔神が義体と呼ばれる「人間の肉体を得た」ことによって発生した。
俗に言う書物等に記された弱点・行動条件などで、「満月の夜しか外に出られない（サタナキア）」「見ることしかできない（アガリアレプト）」「特定の条件下でしか力を使えない（サルガタナス、アスモデウス）」などがあり、「軛」と違って自分の意志では解けない。
魔武具（アバドン）シリーズ
グラーシャ・ラボラスが「力ある者」と認めた者に与えているアイテム群。
武器でない「力ある何か」を武器に作り変えたものらしく、「黒い太陽（アバドン）」と唱えることで、その真価を発揮する。
中央では第四軍のグレモリーが調査・回収に当たっている。
劇中では、パステルナークに与えられたソード・オブ・エレクトラ、美奈歩に与えられたマスク・オブ・ネメシスが、どちらも『大復活祭』に登場する。
ファイターズ・ストリート
町の至る所に設けられた「易い闘技場」。「中央」に造られたアンドロイドである専用レフェリーにプレイ費を払うことで、一対一の戦闘試合を行なうことができる。一般市民には娯楽であり、鎮伏屋にとっては知名度を上げる場でもある。「F.N.（ファイターネーム」）という二つ名を決める事ができ、例えば美奈歩はF.N.の「浪速天使」で有名な人物である。
卍巴市 不思議町（マンジドモエシ フシギチョウ）
「中央」の1つ・秀真國の外区（中央の直接管理区域外）の西区に在する町。
足洗邸、夢見長屋、悪夢館、春雲楼、皿屋敷、茂林寺など、大太解体魔人の封印を擁する集合住宅が多く点在する。
足洗邸（アシアライヤシキ）
不思議町に在するアパート。管理人は竜造寺・こま。登美能那賀須泥毘古命（大太の右足）が封印されている
外区の安物件の仲でも特に家賃が安く、不良物件として扱われている。庭には地獄に繋がっている井戸がある。所在地の下に霊の通り道があり、北に火葬場、東に病院、西に寺と無縁墓地、南に自殺名所がある。一号室から八号室まであり、四号室はない。
こま曰く、人生の変更点であり、黒は白へ、死は生へ、悪人は善人へ変わり、無から有を造り出す諸國民の家。
夢見長屋（ユメミナガヤ）
卍巴市不思議町に在する長屋。大家は羽生・累。
外区の外れ、白亜ノ森の近くの川の中に建つ茶屋・「夢見屋」と、その東側に建つ長屋・「日の出長屋」、西側に建つ長屋・「日の入り長屋」の三棟から成る。「夢見屋」の真下の川底には、「夢見長屋」の悪夢を喰い流すといわれる「本邪魔迦石塚」があり、「咽」の「大太」が封印されている。
春雲楼（シュンウンロウ）
卍巴市不思議町五丁目に在する旅館。楼主は湯ヶ島・浄蓮。
五丁目は「中央」のお膝下であることから、「中央」から来る者、「外区」から来た者のための宿泊地帯となり、それら旅館の全てを統括している。元々は本所七不思議の「津軽家の太鼓」の上屋敷であるとも、炭屋塩原の屋敷であるとも云われているが、改装・改築を繰り返しており、元の形は完全に消失、内部は迷路さながらの巨大屋敷となっている。
悪夢館（アクムカン）
卍巴市不思議町に在する洋館。館主はラウラ。
外区の外れ、白亜ノ森のさらに外れにある湖と泥沢地帯に挟まれた地区に建てられている。名前と住人のイメージに反し、外観は寺院風。元々はクリストファー・ゴルド・グロウリーの屋敷であり、イギリスはリンカンシャーに在していたが、「大召喚」によって運ばれてきた。常に黒き憂鬱の霧に覆われているらしい。
万魔殿学園（ばんまでんがくえん）
秀真國最大の異種族統合学園。学園長にして創設者はバアル＝ゼブス・ベルゼビュート。
建物自体は「大召喚」で現れた魔界の城「万魔殿の一部」。
設立理念は、異人種を集わせることで各々の個性を生かしつつこの世界を生き抜くための強化と、人間の歴史・文化・知識を後世に伝えること。大召喚以降に始まった異人種混淆社会に対応するための教科「魔解」や「世界史」で各種族に関する授業も行い、購買部では「銀のナイフ」など、ごく初歩的な退魔具も販売している。大召喚以前の物のみならず、異界の書物も収蔵した大図書館を備えている。
大太解体魔人（だいだらかいたいまじん）
かつて秀真國を創ったと言われる巨神「大太（ダイダラ）」が国土平定神「倭建命（ヤマトタケルノミコト）」によって誅戮され、ばらばらになった部位が別個の存在と成ったのが大太解体魔人である。
しかし、真実は太古の秀真國で神や王と崇められた「ただの人間」の伝説を、後世の人間、そして中央が人心をまとめるために作り上げた虚栄の存在である。彼らは「秀真がどうしようもなくなった時に復活し、それを救済するがそれまでは封印され、眠りにつく」という盟約を中央と結んでいる。ただし秀真がどのような状態になった時に救うか、という基準については大太の間でも意見が分かれている。
本来であれば名前しか残っていないようなあやふやな存在であり、封印の際にはあえて名前を持つものと合一させることで縛りを加え封印効果を高める予定だったが、逆に「確かに存在した」名前を得ることでより確かな実体を持つ事が可能になり、復活時には強力な存在となる。このような経緯から、大太解体魔人は秀真國中にそれぞれの部位や能力に類似した伝説を持つ妖怪変化の塚に封じられている。
その性質上、「人間・妖怪・神」の属性と名前を持ち合わせている（例：血ノ鬼　人間/於七　妖怪/飛縁魔　神/佐用都比賣命）。
大太解体魔人は自らの妖力を生物や器物に分け与え、怪異化する能力を持つ。通常は自由意思を奪った、自分の手足としての“僕使”として怪異化するが、解体魔人の意思で対象の自由意思を奪わずに怪異化もできるようで、後者の場合は“妖怪化”と称しても差し支えない。
ダブルマン
ア・バオ・ア・クゥーとも。
大召喚の際、身体の一部に「門」が開き、そこから召喚された異界の生物と融合してしまった生物のこと。どちらかが死ねば片方も死ぬため、現在でも生き残っているダブルマンは、どちらの生物も人間以上の知性を有するか、被召喚対象が融合対象を何らかの理由で襲わないかのどちらかである。
生き残った際の状態で3種に大別される。一番多いのが人外・人間両者の共存が成立している「タンデム（神歩）」で、人外側が沈黙していたり眠っていたりして人間側に融合した自覚がない者も多い。人外側が肉体を乗っ取った形が「ターン（神派）」と呼ばれ、中央所属の魔神や大太もここに該当する。最も希少なのが両者の魂まで混合・同化している「ミキサー（神人）」で、わかりやすく言えば「前世が人外」という記憶がある状態。
このように過酷な生存条件をくぐり抜けている為、中央などからは「大召喚以後に生まれた新人類よりも要注意な存在」とみなされることも。
劇中に登場するダブルマンは、田村・福太郎、バロネス・オルツィ、鰍沢・道灌、牛丸など。

## 如意機
正式名称は「天河鎮底神珍鉄・如意金箍棒（てんがちんていじんちんてつ・にょいきんこぼう）」。十種、如意機とも。十種神宝をベースに、伊斯許理度賣命が作った兵器。秀真國の王を選定する為、その候補者に与えられる「王機」である。その名の通り、天の川の底に沈んだ砂鉄でできており、使用者の妖力を糧に、どんな形態にも変化する万能棍。また肉体に突き刺すことで、全妖力消費を代償に鎧化する「剛化変身」の機能も持つ。妖力吸収は持ち主だけではなく如意機を振るう相手にも発揮されるため、妖怪相手には非常に強力な武器だが人間相手では特に効果はない。また神殺しの能力も持ち、大太に最も効果的なダメージを与え得る兵器である。十種自体が意志を持つ。長期間所有していると、所有者と意志が融合・同調し、会話が不要になる。所有者の妖力残量が減少すると、同調率が低下する為声を出して会話する。その他の共通点としては、名前の一部である四字熟語を刻んだ板が備えられている（例：風靁棒→問答無用之事）。現在、未登場の「十種」はまだ三機存在するが、単行本『いろは双紙』に収録されたイラストに「絶対無敵之事」の札が付いた物が登場している。
問答無用・風靁棒（モンドウムヨウ・フウライボウ）
所有者：須美津・義鷹
核：生玉
基本形態：棍
義鷹と共に、最も多くの作品に登場する。生玉を核に持つ為、如意機や生玉自体のコピーを創ることが可能。「いろは双紙」の頃は技名は『○○の風』と呼んでいた。
剛化変身した際の形態名は「獣王武神・風靁王（じゅうおうむじん・ふうらいおう）」。
以心伝心・請仍棒（イシンデンシン・コイニョウボウ）
所有者：望月・玉兎
核：なし
基本形態：杵
玉兎に与えられた風靁棒のコピー。そのため、意志は持たない。義鷹は「碓嘴短棍（タイシタンコン）」と呼ぶが、玉兎はそれを嫌がっている。
終始一貫・武士棒（シュウシイッカン・ムサシボウ）
所有者：熊五郎
核：なし
基本形態：鉈
熊五郎に与えられた風靁棒のコピー。請仍棒同様、意志は持たない。熊五郎と剛化変身したが、大太・鼻の鬼に取り込まれた。
名称不明
所有者：狐次郎
核：なし
基本形態：紐で繋がった無数の円盤
名前に含まれる四字熟語は「言語道断」。狐次郎に与えられた風靁棒のコピー。請仍棒同様、意志は持たない。所有者の狐次郎同様、索敵能力に優れる。また円盤部分から錐のようなものを突き出しての攻撃が可能。
夢想実現・マン念筆（むそうじつげん・まんねんひつ）（「まん」は亻に萬）
所有者:田村・福太郎
核:なし
基本形態：ペン
福太郎と七支柱サタナチアの魂魄が入れ替わった際に右背の獏奇が食い過ぎた魔力をコピー生玉で吸収したことで生まれた如意機。その際に獏奇の存在の大部分（およそ八割）を取り込み、コピー如意機としては例外的に意志を持つ。ペンの尻部分で触れた物を｢文字情報に分解」してデータ化する能力と、ペン先で描いたイメージ画と補足する文字情報を書き込むと、それを実体化させられる。ただし実体化した際には描きこんだ物質に強度・機能が左右される（例・土壁に描いた刀はすぐ折れた）。福太郎曰く、「使いづら〜」。
獏奇によれば、対象を文字情報に分解し、絵を描き情報を補足する事で存在に形を与える如意機。よって挿絵(ｲﾗｽﾄ)と注釈(ﾃｷｽﾄ)をコピー＆ペーストする事で式神として実体化・使役する「妖神紙兵術」を行使可能。この式神はテキストに書かれた能力しか使えないが、特定の条件下においては効果を発揮する。

天罰覿面・妖神棒（テンバツテキメン・ヨウジンボウ）
所有者：仙冠者・義虎
核：不明
基本形態：棍
風靁棒と同時期に義虎に渡されたが、普段からあまり喋らないタイプだったらしい。義虎は技名を「○○の妖」と呼んでいた。
金甌無欠・鴉鬘棒（キンオウムケツ・アカンボウ）
所有者：真武・沙叉
核：不明
基本形態：日本刀
所有期間が短いのか、沙叉と会話する様子が描かれている。沙叉曰く、青龍偃月刀として関羽が所有していた。梅夜が如意機で構築する「羅将門」の鍵となる。別名に「日本裂刀（ニホンレットウ）」「皆殺丸（ミナゴロシマル）」など。
名称不明
所有者：修羅道・梅夜
核：不明
基本形態：鎧
名前に含まれる四字熟語は「金剛不壊（札は右腕）」。常時、梅夜と剛化変身している。沙叉曰く、何らかの理由で、梅夜の意志では剛化変身の解除ができない。
名称不明
所有者：修羅道・梅夜
核：不明
基本形態：鎧
名前に含まれる四字熟語は「竜驤虎視（札は左腕）」。常時、梅夜と剛化変身している、2つ目の如意機。沙叉曰く、何らかの理由で、梅夜の意志では剛化変身の解除ができない。前述の如意機との併用で、地獄の魔人を召喚する「羅将門」を構築する。左腕のみの能力としては「王鉄」と呼ぶ者を出現させた必殺技「大切断」を使う。
不倶戴天・八握剣（フグタイテン・ヤツカノツルギ）
所有者：宇迦之御魂命
核：八握剣
基本形態：剣
平時は大太の出現を感知する八咫烏「有耶無耶」（手長足長の伝説に由来する）の形態を取り、その胸にある鏡に映った女性の顔で会話する。十種中最強の攻撃力を誇り、大太の僕使である草履大将を一刀両断するほどの切れ味を持つ。
天下御免・鳳捕棒（テンカゴメン・オオドロボウ）
所有者：久木・孫三郎、久木・於夏
核：不明
基本形態：刺叉
平時は「天下御免之事」の板が貼り付けられた部分で分離している。孫三郎所有の部分（「天下」より上部）は、中央のコンピュータから盗んだデータを仕込んだ解析機になっている。於夏所有の部分（「御免之事」より下部）は、鉄針を飛ばす銃になる。普段は「仙狐の毛皮でできた袋（極小の結界）」に入れ、他の十種持ちから見つからないようにしている。

## 他媒体展開

### OVA
単行本第10巻初回限定版同梱のDVDに収録された、実験的ショートアニメ。収録時間6-7分。

#### 出演（OVA）
- 福太郎 - 真殿光昭
- こま - 福原香織
- お仙 - 日笠陽子
- 義鷹 - 堀江一眞
- 玉兎 - 喜多村英梨

#### スタッフ（OVA）
- 監督 - 井端義秀
- 作画 - 新井豊
- 音響 - 菊池晃一
- アニメ制作 - スタジオノワ

### ボイスドラマ

#### 第1弾
単行本第11巻初回限定版同梱のCDに収録。全三話。設定資料付。サブタイトルは「行きはよいよい帰りは怖い。」

##### 各話リスト
- 第一話「八号室　田村・福太郎の受難」
- 第二話「壱号室　メフィスト・ヘレスの例日」
- 第三話「足洗邸の平穏」

##### 出演（VD1）
- 田村・福太郎 - 真殿光昭
- 竜造寺・こま - 福原香織
- 笠森・仙 - 日笠陽子
- 望月・玉兎 - 喜多村英梨
- 須美津・義鷹 - 蛭川将旨
- メフィスト・ヘレス - 谷内健
- 味野・娯楽 - 千葉繁
- J・ゲリマンダー - 須藤圭一
- 狐者異 - 早田友一
- 石見・壬町 - ひめの美琴
- 石見・互残 - 三浦博和
- 石見・亜科 - 多田このみ
- カシマ・レイコ - 天乃ひみ子
- メリー - 琴原未登里
- 榛名・十三 - わたなべよしき
- 人体模型MB52 - 伊東一人
- 万魔殿学園生徒A、ほか - 山本愛
- 万魔殿学園生徒B、ほか - 板垣信二

##### スタッフ（VD1）
- 脚本 - 長谷川繭
- 録音 - 佐藤彩希子
- 音響演出 - 伊豆一彦

#### 第2弾
単行本第12巻初回限定版同梱のCDに収録。全五話。サブタイトルは「足洗邸の節日」。

##### 各話リスト
- 第一話「人日・毒七草の恐怖」
- 第二話「上巳・呪いの雛流し」
- 第三話「端午・恐怖！二口女」
- 第四話「七夕・黄昏の一本だたら」
- 第五話「重陽・風前の一本だたら」

##### 出演（VD2）
- 田村・福太郎 - 真殿光昭
- 竜造寺・こま - 福原香織
- 望月・玉兎 - 喜多村英梨
- 笠森・仙 - 日笠陽子
- 須美津・義鷹 - 蛭川将旨
- メフィスト・ヘレス - 伊東一人
- 久木・初音 - 加藤英美里
- 二ツ岩・魔魅 / マサライ- 真田アサミ
- ゴーライ（カシャンボ）- ちゃむらい
- 二口女 - 藤屋裕子
- 配送員ほか- 山岡優馬
- 子供1 - 茶乃
- 子供2 - 新津奈々
- 味野・娯楽 / ナレーション - 千葉繁

### グッズ
- 義鷹レリーフ（カラーイメージVer.）41,790円
- 義鷹レリーフ（モノクロイメージVer.）31,290円

## 書誌情報
- みなぎ得一 『足洗邸の住人たち。』 ワニブックス〈ガムコミックス〉 （A5版） 全13巻
  - 第7巻以降では、初回限定版が同時刊行されている。限定特捜版は、表紙の絵柄が通常版と異なる他、小冊子などが付属する。

  1. 第1巻 2002年3月10日初版発行 ISBN 978-4-8470-3426-8
  2. 第2巻 2003年4月10日初版発行 ISBN 978-4-8470-3442-8
  3. 第3巻 2004年3月10日初版発行 ISBN 978-4-8470-3463-3
  4. 第4巻 2004年12月10日初版発行 ISBN 978-4-8470-3483-1
  5. 第5巻 2005年12月10日初版発行 ISBN 978-4-8470-3526-5
  6. 第6巻 2006年10月10日初版発行 ISBN 978-4-8470-3571-5
  7. 第7巻通常版 2007年8月10日初版発行 ISBN 978-4-8470-3603-3 / 第7巻初回限定版 ISBN 978-4-8470-3607-1
  8. 第8巻通常版 2008年7月10日初版発行 ISBN 978-4-8470-3638-5 / 第8巻初回限定版 ISBN 978-4-8470-3639-2
  9. 第9巻通常版 2009年5月10日初版発行 ISBN 978-4-8470-3682-8 / 第9巻初回限定版 ISBN 978-4-8470-3683-5
  10. 第10巻通常版 2010年4月10日初版発行 ISBN 978-4-8470-3720-7 / 第10巻初回限定版 ISBN 978-4-8470-3719-1
  11. 第11巻通常版 2011年4月10日初版発行 ISBN 978-4-8470-3767-2 / 第11巻初回限定版 ISBN 978-4-8470-3768-9
  12. 第12巻通常版 2012年2月10日初版発行 ISBN 978-4-8470-3800-6 / 第12巻初回限定版 ISBN 978-4-8470-3799-3
  13. 第13巻通常版 2013年3月10日初版発行 ISBN 978-4-8470-3846-4 / 第13巻初回限定版 ISBN 978-4-8470-3847-1
- みなぎ得一 『足洗邸の住人たち。［完全版］』 ワニブックス〈ガムコミックスプラス〉 （B6版） 全11巻 
  - 2014年には加筆修正および小冊子分を再構成した完全版が刊行された。

  1. 第1巻 2014年4月10日初版発行 ISBN 978-4-8470-3915-7
  2. 第2巻 2014年4月25日発売 ISBN 978-4-8470-3916-4
  3. 第3巻 2014年5月24日発売 ISBN 978-4-8470-3919-5
  4. 第4巻 2014年5月24日発売 ISBN 978-4-8470-3920-1
  5. 第5巻 2014年6月25日発売 ISBN 978-4-8470-3922-5
  6. 第6巻 2014年6月25日発売 ISBN 978-4-8470-3923-2
  7. 第7巻 2014年7月25日発売 ISBN 978-4-8470-3927-0
  8. 第8巻 2014年7月25日発売 ISBN 978-4-8470-3928-7
  9. 第9巻 2014年8月25日発売 ISBN 978-4-8470-3930-0
  10. 第10巻 2014年8月25日発売 ISBN 978-4-8470-3931-7
  11. 第11巻 2014年9月25日発売 ISBN 978-4-8470-3936-2